# Praça Whitlam
Whitlam Square, um entroncamento rodoviário situado em Sydney, New South Wales, Austrália, constitui uma importante interseção das principais ruas na parte sudeste do distrito comercial central da cidade. O nome da praça é uma homenagem a Gough Whitlam, o primeiro-ministro da Austrália de 1972-75.
As ruas que se cruzam na Whitlam Square incluem Oxford Street, Liverpool Street, College Street e Wentworth Avenue. O canto sudeste do Hyde Park está localizado na praça, com o HMAS Sydney I - SMS Emden Memorial, consistindo de uma arma de 105 milímetros (4,1 polegadas) do cruzador de luz alemão SMS Emden, de frente para a praça.